# Giubiasco
Giubiasco is een plaats en voormalige in het Zwitserse kanton Ticino en maakt deel uit van het district Bellinzona.
Giubiasco telt 7867 inwoners.

## Geboren
- Anita Traversi (1937-1991), zangeres
- Jonathan Rossini (1989), voetballer